# Mistrzostwa Polski w Łyżwiarstwie Szybkim w Wieloboju 1983
55. Mistrzostwa Polski w łyżwiarstwie szybkim w wieloboju odbyły się w 1983 roku w Warszawie na torze Stegny. Złote medale zdobyli Erwina Ryś-Ferens i Piotr Krysiak.

## Kobiety
| Msc. | Zawodniczka                           | 500 m | 1500 m | 3000 m | 5000 m | Wielobój |
| 1.   | Erwina Ryś-Ferens (Marymont Warszawa) |       |        |        |        | 189,980  |
| 2.   | Lilianna Morawiec (Zagłębie Lubin)    |       |        |        |        | 195,120  |
| 3.   | Zofia Tokarczyk (AZS-SMS Zakopane)    |       |        |        |        |          |

## Mężczyźni
| Msc. | Zawodnik                                    | 500 m | 1500 m | 5000 m | 10 000 m | Wielobój |
| 1.   | Piotr Krysiak (Olimpia Elbląg)              |       |        |        |          | 183,308  |
| 2.   | Andrzej Józwik (Pilica Tomaszów Mazowiecki) |       |        |        |          | 186,457  |
| 3.   | Piotr Diduch (Orzeł Elbląg)                 |       |        |        |          | 187,081  |